# 아시아투데이 (신문)
아시아투데이(Asia Today)는 신문, 인터넷, 방송, 모바일, 출판 등 멀티소스-멀티채널 체제를 구축하여 정치, 경제, 사회 등 다양한 분야의 정보를 실시간으로 제공하는 국내 12대 종합일간지다. 2005년 11월 11일 온라인 신문으로 시작하여 2007년 10월 10일 종합일간지를 창간하였다. 특히 아시아투데이는 고령화 속 조기은퇴라는 개인적, 사회적 난제를 해결하기 위한 현실적 대안을 제시하기 위해 '희망 100세'라는 콘텐츠를 특화하여 100세 시대를 준비하는 국민들에게 유용한 정보와 실질적 도움을 주는 내용을 제공하고 있다.
미국과 중국, 일본, 베트남 등 주요 4개국에 특파원을, 전 세계 30개국에 통신원을 두고 있으며 중문(http://cn.asiatoday.co.kr), 영문(http://en.asiatoday.co.kr) 사이트를 제공하는 등 글로벌 미디어를 지향하고 있다. 아울러 디지털 시대 속 정보 소비 트렌드에 맞게 모바일 어플리케이션, 유튜브(https://www.youtube.com/@atooyoutube) 등 뉴미디어 플랫폼을 통한 뉴스 제공을 강화하고 있다. 대표이사 회장 우종순

## 연혁
- 2024

제6회 아시아투데이 금융포럼
제1회 아시아투데이 K-산업비전포럼
- 2023

2023 아시아투데이 한국소비자신뢰대상 개최
아시아투데이 창간 18주년 리셉션 및 2023 인도태평양 비전포럼
2023 제1회 아시아투데이 공공기관 포럼 (공공기관 경영활성화 방안)
2023 아시아투데이 그린건설대상 개최
제1회 아시아투데이 사회공헌 마라톤대회(2030 부산엑스포 유치 성공 기원)
아시아투데이 금융대상 개최
‘서울시민과 함께하는 제4회 한우사랑 대축제’ 주최
2023 제14회 대학동문골프최강전 개최
2023 제8회 아시아투데이 에너지 혁신포럼
푸드테크산업 육성을 위한 정책토론회 및 전시회 개최
2023 제7회 서울시 발달장애인 수영대회 개최
'국가 미래산업, 그린바이오 성장방안' 정책포럼
제20회 소아암 환우돕기 서울시민 마라톤 대회
아시아투데이 석유산업 미래전략 포럼 '포스트 석유 시대 미래 성장 전략을 찾다'
'포털뉴스와 언론의 자유' 국회정책 토론회
- 2022

2022 아시아투데이 한국소비자신뢰대상 개최
아시아투데이 공감소통포럼
독과점적 플랫폼의 공적 혁신을 위한 제도 개선 토론회
아시아투데이ㆍ한국공인중개사협회 MOU 체결
농업혁신 정책포럼
아시아투데이 창간 17주년 리셉션 및 아시아 비전포럼 2022
2022 아시아투데이 그린건설대상 개최
2022 아시아투데이 금융대상 개최
‘서울시민과 함께하는 제3회 한우사랑 대축제’ 주최
2022 제13회 대학동문골프최강전 개최
2022 아시아투데이 산업포럼 '기업 회생을 위한 정책금융의 발전적 운용전략'
- 2021

2021 아시아투데이 한국소비자신뢰대상 개최
아시아투데이 창간기념 '아시아 비전포럼 2021’
아시아투데이 정책포럼: 'K-스마트팜 성공해법'
아시아투데이 창간 16주년
2021 제12회 대학동문골프최강전 개최
2021 아시아투데이 그린건설대상 개최
'2050 탄소중립, 환경부담 저감 사료가 해답이다' 정책포럼'
2021 제11회 아시아투데이 금융대상 개최
‘서울시민과 함께하는 제2회 한우사랑 대축제’ 주최
아시아투데이 유튜브 정기 방송 시작
2021 제4회 금융ㆍ증권 잡 페스티벌 개최
인공지능 시대, 농업의 미래와 대응 방안 정책포럼
- 2020

2020 아시아투데이 한국소비자신뢰대상 개최
2020 아세안미래도시 비전 세미나
아시아투데이 창간 15주년
'포스트 코로나' 지속 가능 축산환경 개선 과제 정책포럼
2020 제7회 아시아투데이 에너지 혁신 포럼
2020 아시아투데이 그린건설대상 개최
2020 아시아투데이 금융대상 개최
서울특별시•아시아투데이 ‘제1회 한우사랑 대축제’ 공동 주최
2020 제11회 대학동문골프최강전 개최
베트남, 아시아투데이 하노이지국 설립 허가
아시아투데이ㆍ인민망 MOU 체결
- 2019

2019 제6회 아시아투데이 에너지 혁신 포럼
아시아투데이 창간 14주년
2019 아시아투데이 그린건설대상 개최
베트남기자협회 대표단 간담회
몽골기자총연합회 간담회
아시아투데이ㆍ미주한인상공회의소 총연합회 상호 협력 MOU 체결
2019 아시아투데이 금융대상 개최
2019 제10회 대학동문골프최강전 개최
2019 아시아투데이 한국소비자신뢰대상 개최
미국 로스앤젤레스(LA) 지국 개설
우종순 대표이사, 바툴가 몽골 대통령과 특별대담
베트남 특파원ㆍ지국 국내 일간지 중 두번째 정식 승인
아시아투데이ㆍ대한민국국가대표선수협회 '스포츠 사회공헌 활동' 업무협약 체결
2019 제6회 서울시 발달장애인 수영대회 개최
아시아투데이ㆍAJ 대학동문골프최강전 협약 체결
2019 금융ㆍ증권 잡 페스티벌 개최
아시아투데이ㆍ대한적십자사 사회공헌사업 협약 체결
제16회 소아암 환우돕기 서울시민 마라톤 대회
중국기자협회 대표단 접견
제5회 아시아투데이 금융포럼
아시아투데이 온라인뉴스 콘텐츠 네이버 포스트 구독자 '종합일간지 1위'
동물복지를 論하다–반려동물 생명윤리를 중심으로 세미나 개최
국세청장 표창
베트남 하노이 특파원 파견
- 2018

2018 제5회 아시아투데이 에너지 혁신 포럼
아시아투데이 창간 13주년
2018 아시아투데이 그린건설대상 개최
2018 제9회 대학동문골프최강전 개최
몽골기자협회 대표단 본사 방문 간담회
2018 아시아투데이 금융대상 개최
종전선언과 한반도 新경제지도 남북경협포럼 개최
중국기자협회 대표단 본사 방문 간담회
미국 워싱턴 한국특파원단 가입
2018 아시아투데이 한국소비자신뢰대상 개최
베트남기자협회 대표단 본사 방문 간담회
불가리아기자협회 대표단 본사 방문 간담회
2018 아시아투데이 건설산업발전 세미나 개최
2018 제5회 서울시 발달장애인 수영대회 개최
추궈홍 주한 중국대사 공로패 수여
한국기자협회 공로패
2018 서울한옥박람회 개최 (05.31 ~ 06.03)
2018 금융ㆍ증권 잡 페스티벌 개최
미국 워싱턴 특파원 파견
소상공인연합회 공로패
제15회 소아암 환우돕기 서울시민 마라톤 대회
국회의장 공로장
우종순 대표이사 (사)한중경제협회 회장 취임
제4회 아시아투데이 금융포럼
신남방정책 포럼
- 2017

한국어문기자협회 가입
2017 제4회 아시아투데이 에너지 혁신 포럼
아시아투데이 창간 12주년
2017 아시아투데이 그린건설대상 개최
2017 제8회 대학동문골프최강전 개최
2017 아시아투데이 금융대상 개최
대통령 표창
2017 중기ㆍ벤처 발전 정책세미나 개최
2017 아시아투데이 한국소비자신뢰대상 개최'
2017 제3회 아시아투데이 건설산업발전세미나 개최
2017 금융ㆍ증권 잡 페스티벌 개최
2017 제4회 서울시 발달장애인 수영대회 개최
2017 제3회 아시아투데이 핀테크 포럼 개최
제14회 소아암 환우돕기 서울시민 마라톤 대회
청와대 풀 기자단 가입
아시아투데이 모바일 방문자수 종합일간지 4위 (한국언론진흥재단 '2016 인터넷언론백서')
청탁금지법 포럼 개최
- 2016

아시아투데이 창간 11주년
2016 아시아투데이 그린건설대상 개최
2016 제7회 대학동문골프최강전 개최
2016 제3회 아시아투데이 에너지 혁신 포럼
2016 아시아투데이 금융대상 개최
2016 아시아투데이 한국소비자신뢰대상 개최
중국 염성 특파원 파견
일본 도쿄 특파원 파견
2016 제2회 아시아투데이 건설산업발전세미나 개최
2016 제3회 서울시 발달장애인 수영대회 개최
아시아투데이 창간 11주년 '제2회 아시아투데이 핀테크 포럼 ' 개최
제13회 소아암 환우돕기 서울시민 마라톤 대회
2016 신년음악회 개최
2016 서울한옥박람회 개최 (02.18 ~ 02.21)
- 2015

아시아투데이 창간 10주년
종합일간지 중 '4대 온라인 뉴스 매체' 발돋움 (인터넷조사기관)
2015 아시아투데이 그린건설대상 개최
제2회 아시아투데이 에너지 창조경제 포럼 개최
제6회 대학동문골프최강전 개최
아시아투데이 사회공헌 '정부 표창'
페이스북 팬 증가율 종합일간지 1위(더피알ㆍ유엑스코리아 언론사 조사)'
2015 아시아투데이 금융대상 개최
2015 아시아투데이 한국소비자신뢰대상 개최
2015 생명사랑 밤길걷기 캠페인
2015 제2회 서울시 발달장애인 수영대회 개최
병영문화 혁신을 위한 아시아투데이ㆍ한빛예술단ㆍ국방부 '찾아가는 음악회' 개최
아시아투데이 창간 10주년 기획 '자유시참변 94돌 추모 토론회' 개최
아시아투데이 창간 10주년 기념 뮤직페스티벌 '엠카운트다운 with 아시아투데이' 개최
인도 뉴델리 특파원 파견
아시아투데이 창간 10주년 기획 ‘제1회 아시아투데이 건설산업발전 세미나’ 개최
제4기 대학생 인턴기자단 출범
아시아투데이 창간 10주년 기획 ‘제1회 아시아투데이 핀테크 포럼’ 개최
제12회 소아암 환우돕기 서울시민 마라톤 대회 개최
제3기 대학생 인턴기자단 출범
아시아투데이 창간 10주년ㆍ광복 70주년 기념 음악회
아시아투데이ㆍ(주)오소 상호협력 양해각서 체결
창간 10주년 아시아투데이, 한빛예술단ㆍ컬쳐스토리와 업무 협약
- 2014

2014 제1회 서울시 발달장애인 수영대회 개최
아시아투데이 창간 9주년ㆍ모바일 재창간 기념 '사랑나눔 콘서트'
2014 아시아투데이 그린건설대상 개최
아시아투데이 모바일신문 재창간(웹ㆍ앱 개편 출시)
2014 제5회 대학동문골프최강전 개최
제2기 대학생 인턴기자단 출범
2014 아시아투데이 금융대상 개최
2014 아시아투데이 한국소비자신뢰대상 개최
2014 생명사랑 밤길걷기 대회 개최
월간 인생2막가이드매거진 50플러스 발간
아시아투데이 · (사)한국장애인문화예술단체총연합회 2014 장애인문화예술축제 ‘홍보약정식’
제1기 대학생 인턴기자단 출범
제1회 아시아투데이 에너지 창조경제 포럼 개최
2014 생명사랑 밤길걷기 업무 협약식
제11회 소아암 환우돕기 서울시민 마라톤 대회 개최 그랜드 오페라 갈라 콘서트 개최
- 2013

아시아투데이ㆍ서울시ㆍ서울사회복지공동모금회 '서울사랑 희망상생 캠페인' 협약식
아시아투데이 창간 8주년 기념 '사랑나눔 콘서트'
2013 아시아투데이 그린건설대상 개최
2013 아시아투데이 금융대상 개최
2013 전국대학동문 골프 최강전 개최
2013 한국소비자신뢰 대상
2013 제7회 서울 프랜차이즈ㆍ창업&귀농ㆍ귀촌 박람회 개최
아시아투데이ㆍIBK기업은행 희망상생카드 조인식
제10회 소아암 환우돕기 서울시민 마라톤 대회 개최
아시아투데이와 월드비전이 함께한 사랑나눔콘서트 개최
아시아투데이ㆍ중국국제세무자문유한공사 상호 협력 MOU 체결
새 정부 출범 기념 국민대통합 음악회 개최
한국골든에이지협회ㆍ국가평생교육진흥원 상호 교류 협력 MOU 체결
아시아투데이, 시대정신 국정운영 평가단 활동 MOU 체결
아시아투데이 글로벌 사진공모전 개최
한국골든에이지협회 사이트 오픈
한국골든에이지협회 출범
- 2012

2012 대한민국 다문화가정 페스티벌 개최
아우오토 사이트 오픈
월간 비즈니스인사이드 창간
2012 아시아투데이 그린건설대상 개최
2012 아시아투데이 금융대상 개최
2012 한국소비자신뢰대상
중국 베이징 특파원 파견
2012 전국대학동문 골프 최강전 개최
한ㆍ중 수교 20주년 기념 중국 공연 주최
아시아투데이 인터넷 중국어판 오픈
아투TV 출범
아시아투데이와 월드비전이 함께한 사랑나눔 콘서트 개최
아시아투데이 인터넷 영문판 오픈
아시아투데이 워싱턴 특파원 파견
- 2011

2011 아시아투데이 그린건설대상 개최
2011 아시아투데이 금융대상 개최
2011 아시아투데이 한국소비자신뢰대상 개최
제2회 대학동문골프최강전 개최
- 2010

G20 비즈니스서밋 심포지엄 개최
2010 아시아투데이 그린건설대상 개최
제1회 대학동문골프최강전 개최
한국기자협회 가입
- 2009

2009 아시아투데이 그린건설대상 개최
아시아투데이 프로골프 여자오픈대회 개최
아시아위즈덤포럼 설립
- 2008

2008년도 뉴스분야 성장률 1위 선정(인터넷 미디어리서치기관 코리안 클릭)
종합일간지 조회순위 10위대 진입
포털사이트 네이버, 다음 기사 제휴
- 2007

종합일간지 아시아투데이 발행
광복 62주년 맞이 제2광복 새 정신 운동 광복절 기념 콘서트 (08.15 ~ 08.16)
여의도 사옥 이전
- 2006

청와대 출입기자 등록
포털 코리아 기사공급 계약
- 2005

정부 각 부처 출입기자 등록 및 가입
한국인터넷신문기자협회 가입
아시아투데이 설립 및 창간